# Saskatoon-Est
Pour les articles homonymes, voir Saskatoon (homonymie).
Saskatoon-Est fut une circonscription électorale fédérale de la Saskatchewan, représentée de 1979 à 1988.
La circonscription de Saskatoon-Est a été créée en 1976 d'une partie de Saskatoon—Humboldt. Abolie en 1987, elle fut redistribuée parmi Saskatoon—Dundurn et Saskatoon—Humboldt.

## Géographie
- La région est de la ville de Saskatoon, délimitée à l'est et au sud de la rivière Saskatchewan Sud
- Les réserves amérindiennes y sont comprises

## Députés
1. 1979-1984 — Bob Ogle, NPD
2. 1984-1988 — Don Ravis, PC

- NPD = Nouveau Parti démocratique
- PC = Parti progressiste-conservateur